# Кери (филм из 1952)
Кери (енгл. Carrie) је америчка драма из 1952. редитеља Вилијама Вајлера. За улогу Џорџа Харствуда Лоренс Оливије био номинован за награду BAFTA за најбољег главног глумца.

## Улоге
| Глумац          | Улога         |
| --------------- | ------------- |
| Лоренс Оливије  | Џорџ Харствуд |
| Џенифер Џоунс   | Кери          |
| Миријам Хопкинс | Џули Харствуд |
| Еди Алберт      | Чарлс         |
| Бари Кели       | Слосон        |